# Линью
Линью́ (кит. упр. 麟游, пиньинь Línyóu, буквально: «странствие цилиня») — уезд городского округа Баоцзи провинции Шэньси (КНР).

## История
При империи Цинь восточная часть этих земель входила в состав уезда Цисянь (漆县), западная — в состав уезда Дуян (杜阳县). При империи Цзинь уезд Дуян был расформирован, и после этого юго-западная часть этих земель входила в состав уезда Юнсянь (雍县), а северо-восточная — по-прежнему в состав уезда Цисянь.
При империи Северная Вэй в 468 году северная часть этих земель вошла в состав уезда Байту; южная по-прежнему входила в состав уезда Юнсянь.
При империи Суй в 617 году во дворце Жэньшоу произошло явление белого цилиня. В память об этом событии по императорскому указу был образован уезд Линью.
При монгольской империи Юань в 1305 году к уезду Линью был присоединён уезд Пужунь (普润县).
Во время гражданской войны эти места были заняты войсками коммунистов в июле 1949 года. В 1950 году был создан Специальный район Баоцзи (宝鸡专区), и уезд вошёл в его состав. В 1956 году Специальный район Баоцзи был расформирован, и уезд перешёл в прямое подчинение властям провинции Шэньси. В 1958 году уезд Линью был присоединён к уезду Фэнсян. В сентябре 1961 года Специальный район Баоцзи был создан вновь, и восстановленный уезд Линью вошёл в его состав. В 1969 году Специальный район Баоцзи был переименован в Округ Баоцзи (宝鸡地区). В 1971 году округ Баоцзи был опять расформирован, и уезд перешёл в подчинение властям города Баоцзи. В 1979 году округ Баоцзи был создан вновь, и уезд перешёл в подчинение властям округа.
В 1980 году были расформированы округ Баоцзи и город Баоцзи, и создан Городской округ Баоцзи; уезд вошёл в состав городского округа.

## Административное деление
Уезд делится на 7 посёлков.